# Iglesia de la Santísima Trinidad (Jerez de la Frontera)

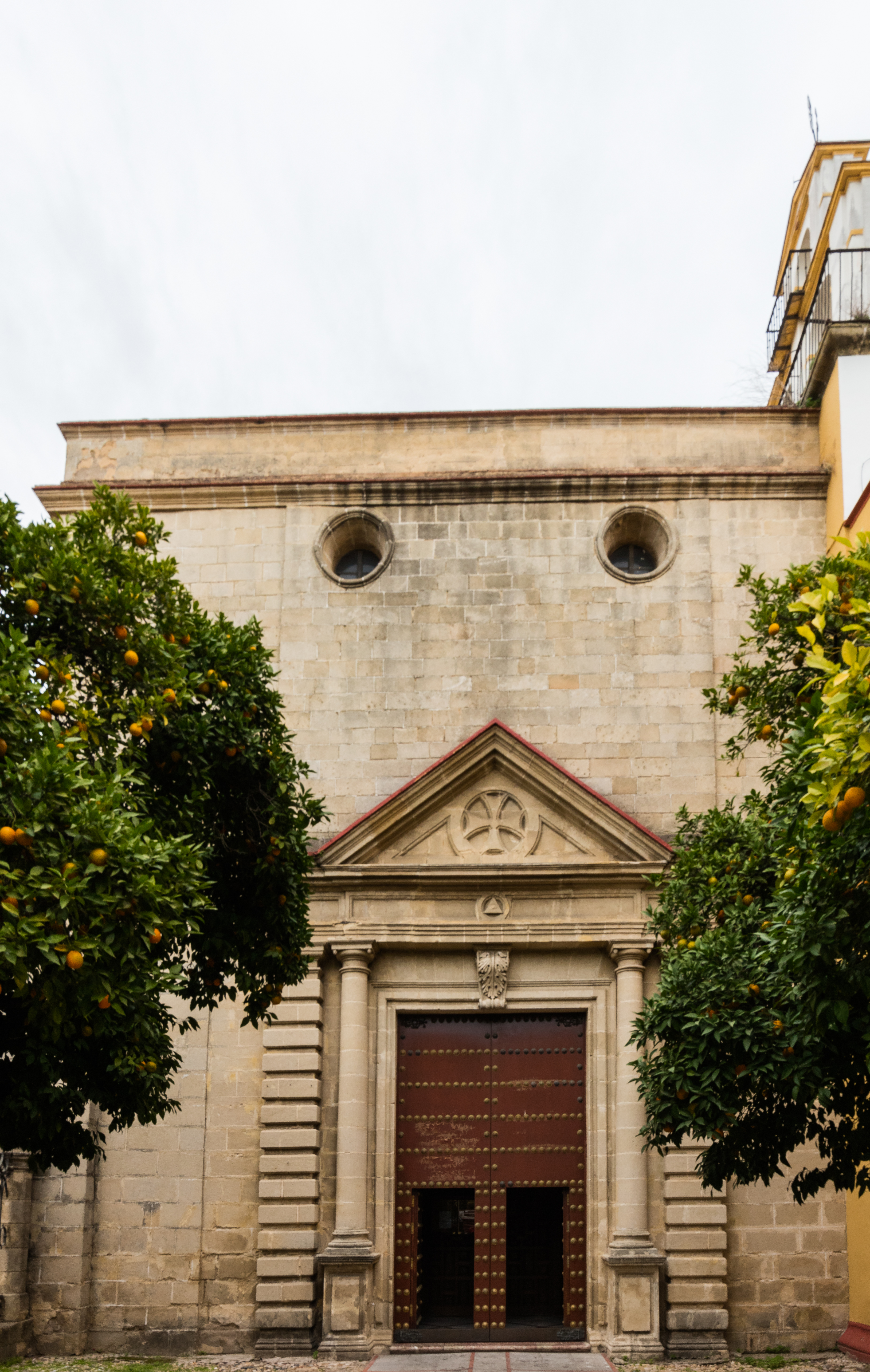
Fachada

La iglesia de la Santísima Trinidad es una iglesia situada en la Plaza de las Angustias, en Jerez de la Frontera (Andalucía, España).
De arquitectura barroca pero líneas sencillas, mantiene como característica el patio de naranjos que da acceso a la iglesia, flanqueado por un muro y verja.

## Historia
Los religiosos Trinitarios llegaron a Jerez en 1567 y después de convivir en varios conventos, construyeron su propio monasterio en 1569. 

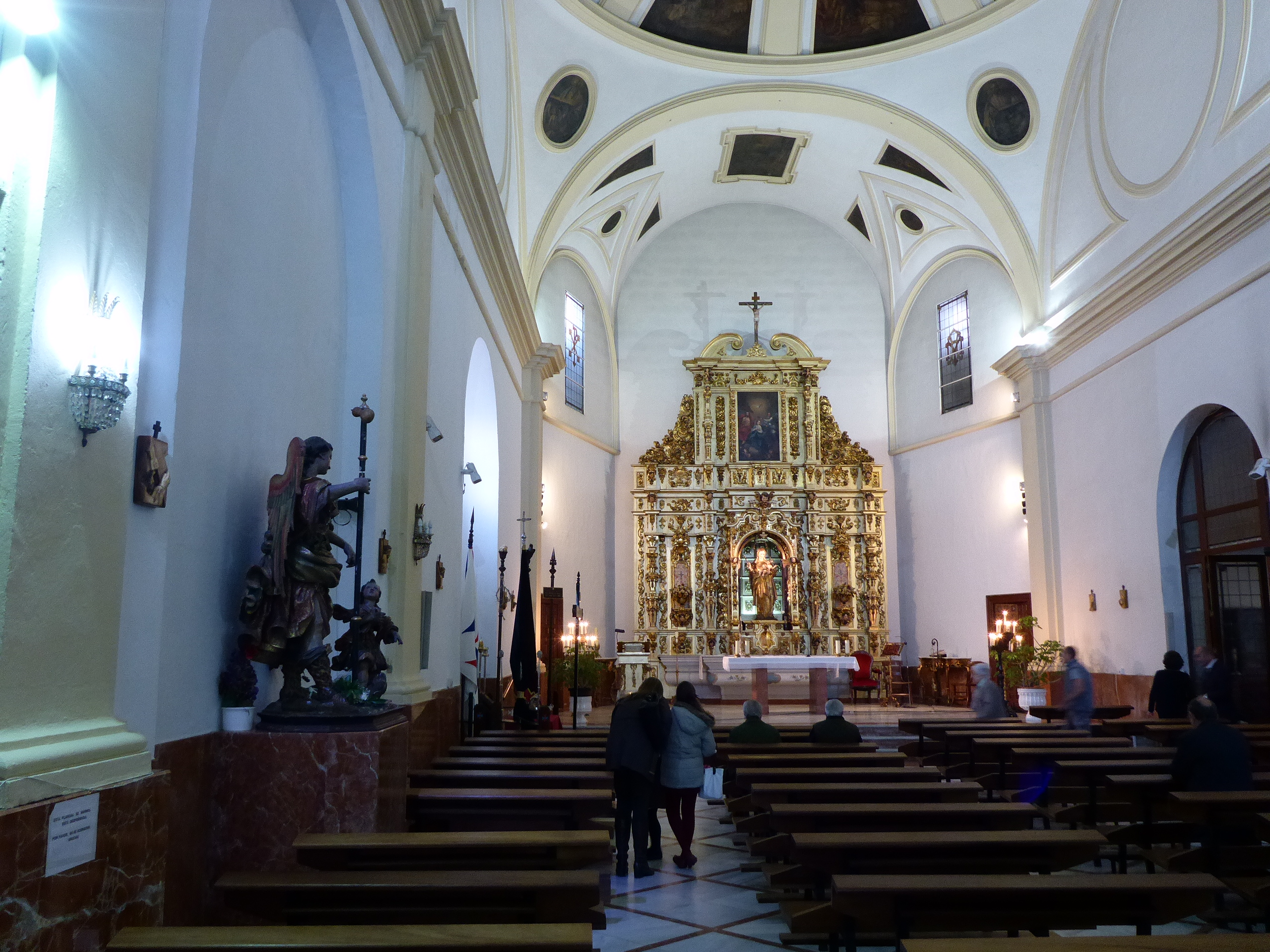
Interior

Tras la desamortización de Mendizábal, se suprime la orden y el convento, conservándose la iglesia.
Actualmente es regentada por la congregación de las Esclavas del Sagrado Corazón de Jesús, cuyo Colegio María Medianera Universal, situado junto a la iglesia, imparte clases de Educación Primaria, Secundaria Obligatoria y Ciclos Formativos de Grado Medio.

## Hermandad

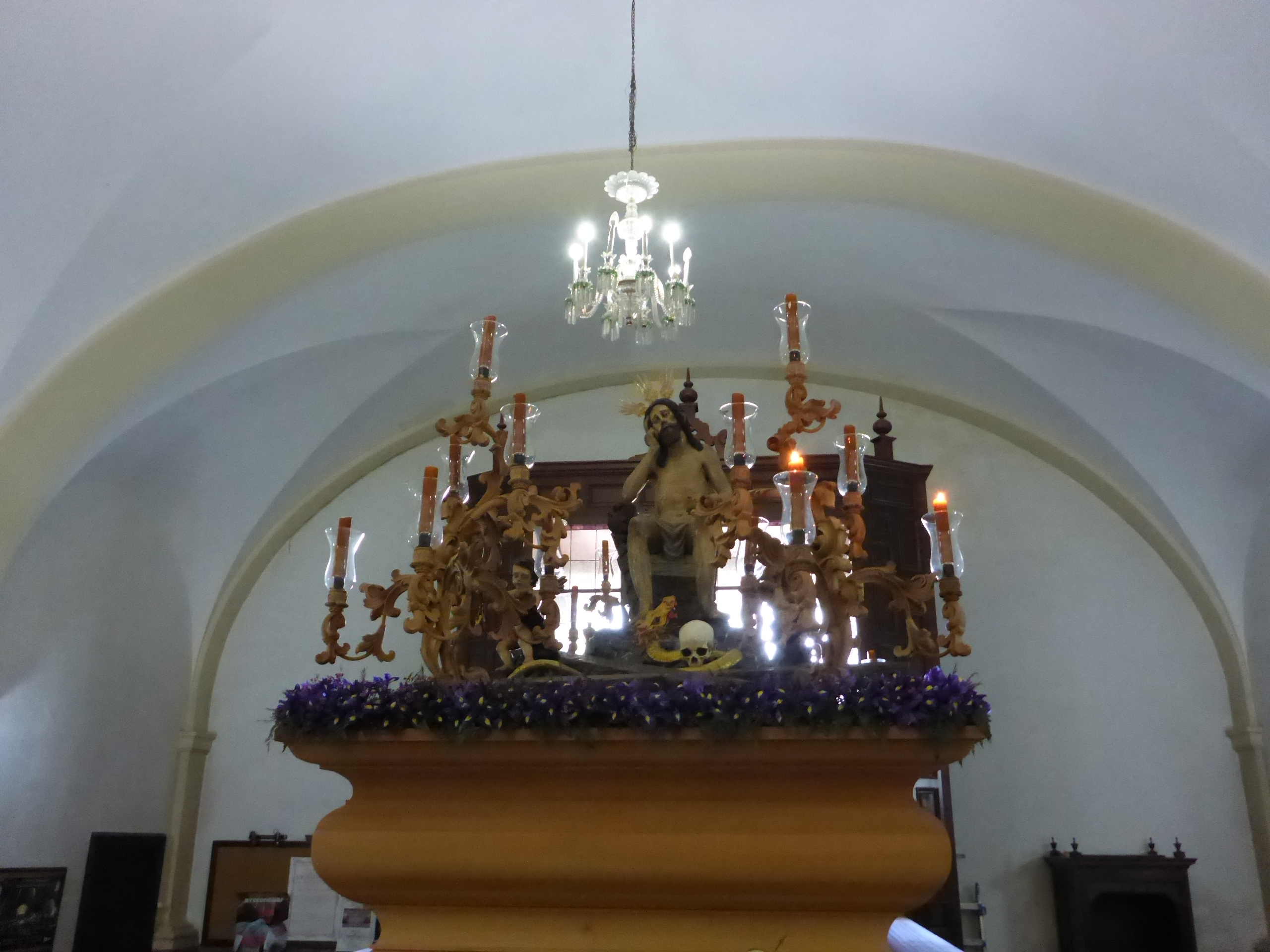
Paso de Humildad y Paciencia

También es sede de la Hermandad de Humlidad y Paciencia.